# Willem Jozef Jonckbloet

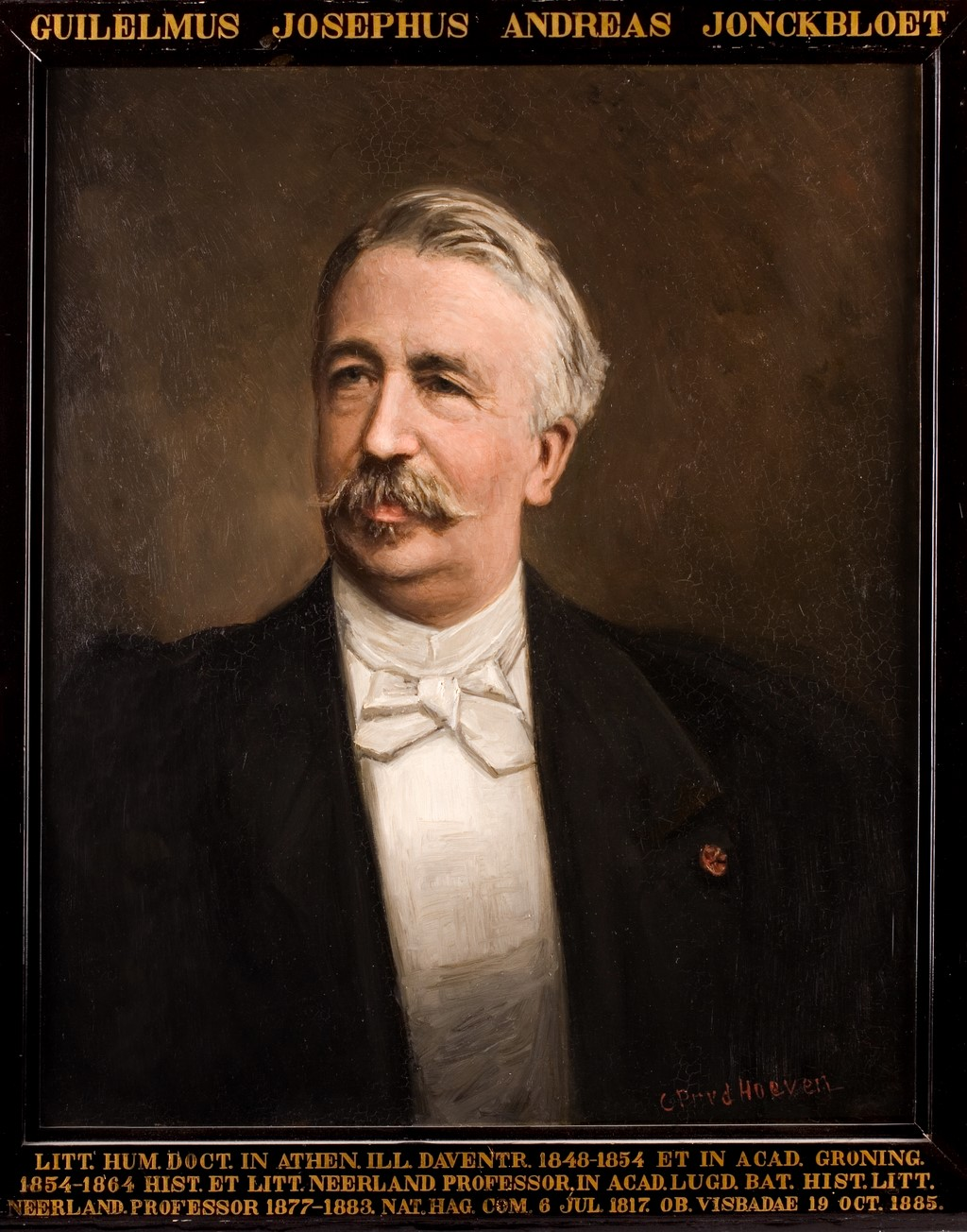
W.J.A. Jonckbloet

Willem Jozef Andreas Jonckbloet  (* 6. Juli 1817 in Den Haag; † 19. Oktober 1885 in Wiesbaden)   war ein niederländischer Historiker.

## Leben
Jonckbloet studierte ab 1835 an der Universität Leiden zuerst Medizin, dann Rechtswissenschaft, um sich schließlich dem Studium der niederdeutschen Literatur zuzuwenden.
Nachdem er bereits 1840 mit einer Abhandlung über Lodewijk van Velthem von der philosophischen Fakultät zu Leiden zum Ehrendoktor ernannt worden war, erhielt er 1847 eine Professur an der Akademie zu Deventer, die er bis 1854 bekleidete, und wurde 1878 Professor an der Universität Leiden. 1855 wurde er Mitglied der Königlich Niederländischen Akademie der Wissenschaften. Die Königlich Preußische Akademie der Wissenschaften nahm ihn 1864 als korrespondierendes und die Académie royale des Sciences, des Lettres et des Beaux-Arts de Belgique 1874 als assoziiertes Mitglied auf.
Jonckbloet war als langjähriges Mitglied der Zweiten Kammer der Generalstaaten auch auf politischem Gebiet tätig. Er starb am 19. Oktober 1885 in Wiesbaden.

## Werke (Auswahl)
- Geschiedenis der middennederlandsche dichtkunst. Amsterdam 1851/55 (3 Bde.).
- Étude sur le roman de Renart. Groningen 1863.
- Geschiedenis der Nederlandsche letterkunde. Groningen 1868/70 (2 Bde.).
- Geschichte der niederländischen Litteratur. (mit Benutzung der hinterlassenen Arbeit von Ferdinand von Hellwald; verf. und durch Proben veranschaulicht von Lina Schneider; [übers. aus dem Niederländischen].) Friedrich, Leipzig, 1887.
- Ein kleiner Abriss der niederländischen Literaturgeschichte (Beknopte geschiedenis der Nederlandsche letterkunde) erschien 1872 (3. Aufl. 1886).